# Victor Puiseux
Victor Alexandre Puiseux, född 16 april 1820 i Argenteuil, död 9 september 1883 i Frontenay (Jura), var en fransk astronom och matematiker. Han var far till Pierre Puiseux.
Efter att ha haft lärarplatser i matematik vid olika högskolor blev Puiseux 1855 astronom vid observatoriet i Paris och 1857 professor i matematik och astronomi vid Sorbonne. Utom en mängd matematiska arbeten offentliggjorde han flera arbeten inom den teoretiska astronomin, särskilt om teorin för planeternas och månens rörelser, beräkningar av Venuspassagerna samt astronomiska observationer.